# Tahoma
Die Tahoma ist eine serifenlose Linear-Antiqua-Schrift, die 1995 von Matthew Carter für Microsoft entworfen wurde. Sie ähnelt Carters gleichfalls für die Darstellung auf dem Bildschirm entwickelte Verdana, hat aber einen geringeren Buchstabenabstand.  Dafür wurde der Umfang der Unicode-Unterstützung vergrößert: während die Verdana nur lateinische, griechische und kyrillische Zeichen beinhaltet, unterstützt Tahoma zusätzlich Arabisch, Hebräisch und Thailändisch.
Tahoma debütierte als Standardschrift in Microsoft Office 97 und löste in Microsoft Windows 2000 die MS Sans Serif als Standardschrift ab. Tahoma wurde in Microsoft Windows Vista durch die Schriftart Segoe UI abgelöst, wurde aber noch bis Microsoft Windows 7 für den Bildschirm-Anzeigestil „Windows klassisch“ eingesetzt. Laut Microsoft kann man die in Segoe UI verfassten Texte um bis zu fünf Prozent schneller lesen.

## Nachteile
Probleme ergeben sich wie bei Verdana und anderen Schriftarten bei deutschen Texten, da für die deutschen schließenden Anführungszeichen “ und ‘ (im Englischen und anderen Sprachen: öffnende Anführungszeichen) die Glyphen der Zeichen ‟ und ‛ benutzt werden. Diese sind die gespiegelten englischen schließenden Anführungszeichen ” und ’ und zeigen in deutscher Verwendung in eine unpassende Richtung.